# Heliura picticeps
Heliura picticeps là một loài bướm đêm thuộc phân họ Arctiinae, họ Erebidae.